# Сан Хозе (Илиноис)
Сан Хозе (енгл. San Jose) град је у америчкој савезној држави Илиноис.

## Демографија
По попису из 2010. године број становника је 642, што је 54 (-7,8%) становника мање него 2000. године.
| Група             | 2000.       | 2010.       |
| Белци             | 686 (98,6%) | 620 (96,6%) |
| Афроамериканци    | 2 (0,3%)    | 1 (0,2%)    |
| Азијати           | 0 (0,0%)    | 1 (0,2%)    |
| Хиспаноамериканци | 5 (0,7%)    | 14 (2,2%)   |
| Укупно            | 696         | 642         |